# Aeropuerto Internacional de Mendoza
Aeropuerto Internacional de Mendoza, Aeropuerto Internacional Gobernador Francisco Gabrielli, även känd som är El Plumerillo, är en flygplats 8 km nordöst om Mendoza i Argentina.  (IATA: MDZ, ICAO: SAME) Den ligger i den centrala delen av landet, 1 000 km väster om huvudstaden Buenos Aires. Flygplatsen ligger 704 meter över havet.